# Aborto no Brasil
No Brasil, o aborto induzido é permitido por Lei em três situações que são: (1) para salvar a vida da mulher; (2) quando a gestação é resultante de um estupro ou (3) se o feto for anencefálico. Nesses casos, o sistema único de saúde (SUS) fornece gratuitamente o procedimento de aborto. Os casos que não se enquadram no que é permitido por Lei são considerados crime, com penas previstas de um a três anos de detenção para a gestante, e de um a quatro anos de reclusão para o médico ou qualquer outra pessoa que realize o procedimento.
Existe um debate bastante polarizado sobre o tema diante de grupos considerados pró-escolha, que reivindicam alterações na legislação para passar a permitir o abortamento voluntário em mais situações. Um plebiscito para consultar a população já foi algumas vezes proposto como forma de decidir o que se deve fazer na legislação sobre o aborto.
Porém, existem duas avaliações distintas sobre essa questão: do lado pró-escolha, alguns argumentam que o aborto não é matéria para plebiscito, mas sim, uma questão de saúde pública e de direitos das mulheres, portanto deveria ser decidida pelas próprias mulheres, considerando a autonomia que possuem sobre seus corpos. Do lado chamado anti-aborto, alguns defendem que ninguém, nem o voto popular, poderia legitimar algo que é contra a vida humana, portanto, mesmo que a maioria da população assim o fizesse, seria uma injustiça criar uma lei que permita atentar contra a vida por nascer. A lei atual, porém, resulta em mulheres recorrendo à métodos clandestinos para realizar aborto, o que eleva o número de mortes que possuem o aborto como causa oficial.

## História
A Colônia do Brasil era, pela influência de Portugal, uma nação essencialmente católica. Sendo assim, o aborto e outras práticas condenadas pela Igreja em Portugal também eram tratadas assim no Brasil. O aborto, porém, só foi citado explicitamente na legislação em 1830, no Código Penal do Império.  A interrupção voluntária da gravidez na constituição de 1824 era considerada um crime grave contra a vida humana. À época, havia certo cuidado com a punição de mulheres, e quando essa praticava o aborto autoinduzido estava livre de pena. Durante o Brasil República, vigorou o Código Penal da República (1890), em que o aborto novamente foi tratado como crime grave. Ainda com ressalvas para o aborto autoinduzido, a prática da interrupção da gravidez era punida quando feita por terceiros e a pena agravada quando o procedimento resultava na morte da paciente.[carece de fontes?]
Até então a questão vinha sendo tratado com leis genéricas, que tinham exceções para o autoinduzido e com penas brandas. A legislação sobre o tema a partir do Código Penal de 1940 tornou-se mais clara e específica. O conteúdo desse Código em sua essência permanece em vigor até a atualidade. Ele instituiu que o aborto é um dos "crimes contra a vida" e que apenas pode ser feito em casos de estupro e risco de vida da mulher. O Código Penal de 1969, que não entrou de facto em vigor, mantinha as características do Código anterior, mas enrijecia as penas para mulheres que provocassem em si mesmas o aborto. Durante o regime militar, o tema não passou por discussão significativa. Nesse momento, os movimentos feministas dedicavam-se mais à divulgação de métodos anticoncepcionais. Dizia-se que anticoncepcionais eram necessários para evitar o "aborto criminoso". Desde a abertura política com o fim dos anos de chumbo e o início da Nova República (1985), ocorrem com certa frequência debates sobre o tema e pedidos de modificações na legislação. Os direitos das mulheres entraram nas pautas do Executivo e do Legislativo e a força de entidades religiosas como a Igreja Católica e de grupos como TFP diminuiu, abrindo-se espaço para a discussão do tema. Grupos feministas querem a legalização do aborto em diversas outras circunstâncias, como em caso de anencefalia e falta de condições (de renda ou mentais) para arcar com a maternidade. Enquanto os conservadores e religiosos tentam manter a condição atual ou torná-la mais restrita.[carece de fontes?]

## Legislação

Situação jurídica do aborto ao redor do mundo:
Legalizado.
Legalizado em caso de risco à vida, problemas de saúde física e/ou mental, estupro, má-formação do feto e fatores socioeconômicos.
Legalizado em caso de risco à vida, problemas de saúde física e/ou mental, estupro e má-formação do feto.
Legalizado em caso de risco à vida, problemas de saúde física e/ou mental e estupro.
Legalizado em caso de risco à vida e/ou problemas de saúde física e/ou mental.
Ilegal, exceto em casos de risco à vida materna.
Proibido em todos os casos.
Não há informação

A legislação que trata do aborto foi criada na década de 1940. A lei civil considera a existência de uma pessoa desde a sua concepção e a Constituição Federal garante a inviolabilidade do direito à vida.
No Brasil, o aborto só não é qualificado como crime quando ocorre naturalmente ou quando praticado por médico capacitado em três situações: em caso de  risco de vida para a mulher causado pela gravidez, quando a gestação é resultante de um estupro ou se o feto for anencefálico. Este último caso foi decidido em 2012 pelo Supremo Tribunal Federal pela ADPF 54, que descreve a interrução da gravidez de fetos anencefálicos como um "parto antecipado" para fim terapêutico.
Existem teóricos que afirmam que antijuridicidade do aborto neste três casos permeia o critério moral, como no caso de estupro. "Na realidade, o fundamento pelo qual nosso Código não abriga a possibilidade de exclusão da antijuridicidade nas hipóteses de anencefalia deriva simplesmente da época de sua edição, quando a ciência médica ainda não avançara a ponto de oferecer um diagnóstico seguro sobre a inviabilidade fetal em casos de anencefalia" diria o estudioso Paulo César Busato.
Em caso de crime, a pena prevista é de 1 a 3 anos de detenção para a gestante, e de 1 a 4 anos de reclusão para o médico ou qualquer outra pessoa que realize em outra pessoa o procedimento de retirada do feto.
A constituição brasileira protege a vida humana sem distinções. Ela considera que a vida se inicia na fecundação do espermatozoide no óvulo, passando, a partir desse momento, a garantir ao embrião todos os direitos civis. Um dos argumentos pró-escolha para criticar a constituição é de que a vida do indivíduo não começa na fecundação, e de que esse apenas deveria ter direito civis, depois da formação do ser humano propriamente dito. Os pró-vida, porém, concordam com a constituição e dizem que depois do óvulo ter sido fecundado, o indivíduo passa a existir e que ele tem os mesmos direitos de uma pessoa já nascida.
A personalidade civil da pessoa começa do nascimento com vida; mas a lei põe a salvo, desde a concepção, os direitos do nascituro.— Artigo 2.º do Código Civil Brasileiro
O Estatuto da Criança e do Adolescente, no seu capítulo I, intitulado Do Direito à Vida e à Saúde, também protege o embrião desde a concepção. O ECA cita especificamente, que devem existir condições para efetivar o nascimento.
A criança e o adolescente têm direito a proteção à vida e à saúde, mediante a efetivação de políticas sociais públicas que permitam o nascimento e o desenvolvimento sadio e harmonioso, em condições dignas de existência.— Artigo 7.º do Estatuto da Criança e do Adolescente
Por outro lado, artigos da Constituição Federal que garantem direitos básicos como saúde, direito à vida e à liberdade individual da mulher são utilizados utilizados para embasar os argumentos do grupo pró-escolha.
Na falta da garantia desses direitos, os grupos defensores da legalização do aborto questionam se as mulheres, as quais não possuem, pelo ordenamento jurídico, a liberdade de optar pelo aborto voluntário, têm seus direitos honrados e exercidos.[carece de fontes?]

Artigo 5.º da Constituição da República Federativa do Brasil:
Todos são iguais perante a lei, sem distinção de qualquer natureza, garantindo-se aos brasileiros e aos estrangeiros residentes no País a inviolabilidade do direito à vida, à liberdade, à igualdade, à segurança e à propriedade, nos termos seguintes.
Artigo 196.º da Constituição da República Federativa do Brasil. 
A saúde é direito de todos e dever do Estado, garantido mediante políticas sociais e econômicas que visem à redução do risco de doença e de outros agravos e ao acesso universal e igualitário às ações e serviços para sua promoção, proteção e recuperação.
Outro ponto levantado pelos grupos defensores é sobre a influência e o posicionamento de grupos religiosos que possuem grande participação no Congresso Nacional, como a bancada evangélica, ao condenarem o aborto com argumentos ligados ao credo, o que vai de encontro ao  princípio da laicidade do Estado Brasileiro, que determina que os poderes públicos devem ser neutros em relação às concepções religiosas individuais.

Artigo 5.º, inciso VI, da Constituição da República Federativa. 
VI - é inviolável a liberdade de consciência e de crença, sendo assegurado o livre exercício dos cultos religiosos e garantida, na forma da lei, a proteção aos locais de culto e a suas liturgias;
Artigo 19, inciso I, da Constituição da República Federativa do Brasil.
É vedado à União, aos Estados, ao Distrito Federal e aos Municípios:

I - estabelecer cultos religiosos ou igrejas, subvencioná-los, embaraçar-lhes o funcionamento ou manter com eles ou seus representantes relações de dependência ou aliança, ressalvada, na forma da lei, a colaboração de interesse público;

### Tentativas de modificações
Ocorreram ao longo dos anos, várias tentativas para se modificar a legislação brasileira em referência ao aborto. Desde quando a Constituição Brasileira de 1988 entrou em vigor, poucas mudanças de fato ocorreram, estendendo-se até hoje o debate sobre o aborto e as tentativas de descriminalizá-lo.

#### Anencéfalos
Uma das primeiras reivindicações por mudanças foi no caso de fetos com má-formação. Apesar de essa exceção para o aborto não constar em lei até 2012, quando foi legalizada, vários fetos anencéfalos foram abortados com o alvará de juízes e atestados médicos que comprovassem que o feto não era viável e que o aborto nesse caso não se tratava de forma alguma de eugenia.
A 13.ª Conferência Nacional da Saúde ocorrida em Brasília rejeitou, em 18 de novembro de 2007, a proposta de legalização do aborto. Cerca de 70% dos aproximadamente 5 mil delegados nacionais votaram contra a descriminalização do aborto. Setores da Igreja Católica militaram contra o aborto durante o evento. Com este resultado o assunto ficou fora do relatório final da conferência e não foi encaminhado ao governo como sugestão para as políticas de saúde pública. Na 12.ª Conferência Nacional da Saúde, realizada em 2003, a ideia também havia sido rejeitada.[carece de fontes?]

#### Legalização do Aborto de Anencéfalos no Brasil
A argumentação favorável à questão da legalidade da interrupção da gravidez em casos de bebês anencéfalos no Brasil pode ser subdividida em dois pontos principais:
- Sofrimento psicológico e risco a saúde da gestante
- Atipicidade Penal do aborto de anencéfalos

O sofrimento psicológico da mãe que carrega um feto que se sabe, com plenitude de certeza, que não sobreviverá e, que tem potencial para prejudicar a saúde e vida da gestante é de fato devastador! De acordo com o médico docente em genética na Universidade de São Paulo (USP) e especialista em medicina fetal, Thomaz Rafael Gollop, as chances de sobrevida do feto por período prolongado são nulas, "Cinquenta por cento das mortes em casos de anencefalia são provocadas ainda na vida intrauterina. Dos que nascem com vida, 99% morrem logo após o parto e o restante pode sobreviver por dias, ou poucos meses." Deste modo, a mãe afliciona-se com a falsa data de nascimento do filho, pois corriqueiramente, tratando-se de anencéfalos, é o dia oficial de seu óbito. Então, o sofrimento da gestante é perpetuado pelo Estado, que constitucionalmente tem o dever de tutelar a saúde do cidadão, e por consequência da gestante (art. 6, caput, CF/88).
Art. 6º São direitos sociais a educação, a saúde, a alimentação, o trabalho, a moradia, o transporte, o lazer, a segurança, a previdência social, a proteção à maternidade e à infância, a assistência aos desamparados, na forma desta Constituição (grifo adicionado).
Sobre a atipicidade Penal da matéria extraem-se muitos argumentos, a começar pelo conceito de morte, o qual a jurisdição brasileira apresenta de forma indireta, através da lei de doação de órgãos (Lei 9.434/97): “A retirada de tecidos, órgãos e partes poderá ser efetuada no corpo de pessoas com morte encefálica”. Desta extrai-se em seu art. 1° e 4°:
"A morte encefálica será caracterizada através da realização de exames clínicos e complementares durante intervalos de tempo variáveis, próprios para determinadas faixas etárias." Os parâmetros clínicos a serem observados para constatação de morte encefálica são: coma aperceptivo com ausência de atividade motora supra-espinal e apnéia."
Assim, ao apresentar o conceito de morte encefálica, colhemos o conceito de sujeito com vida que, ao contrário da morte, é aquele que possui atividade cerebral. E, com isso, argumenta-se que pelo fato da morte de um bebe anencéfalo derivar justamente da falta de atividade cerebral, do mesmo modo que o doador de órgão, estaria este, também, morto. Então, continuando com o raciocínio, chega-se à conclusão de que cientificamente e "juridicamente" o feto já está morto, logo, não há bem jurídico a ser tutelado em caso de interromper uma gravidez de um bebe anencéfalo (sem vida). Por conseguinte, não haveria tipicidade material para tal.

##### ADPF 54

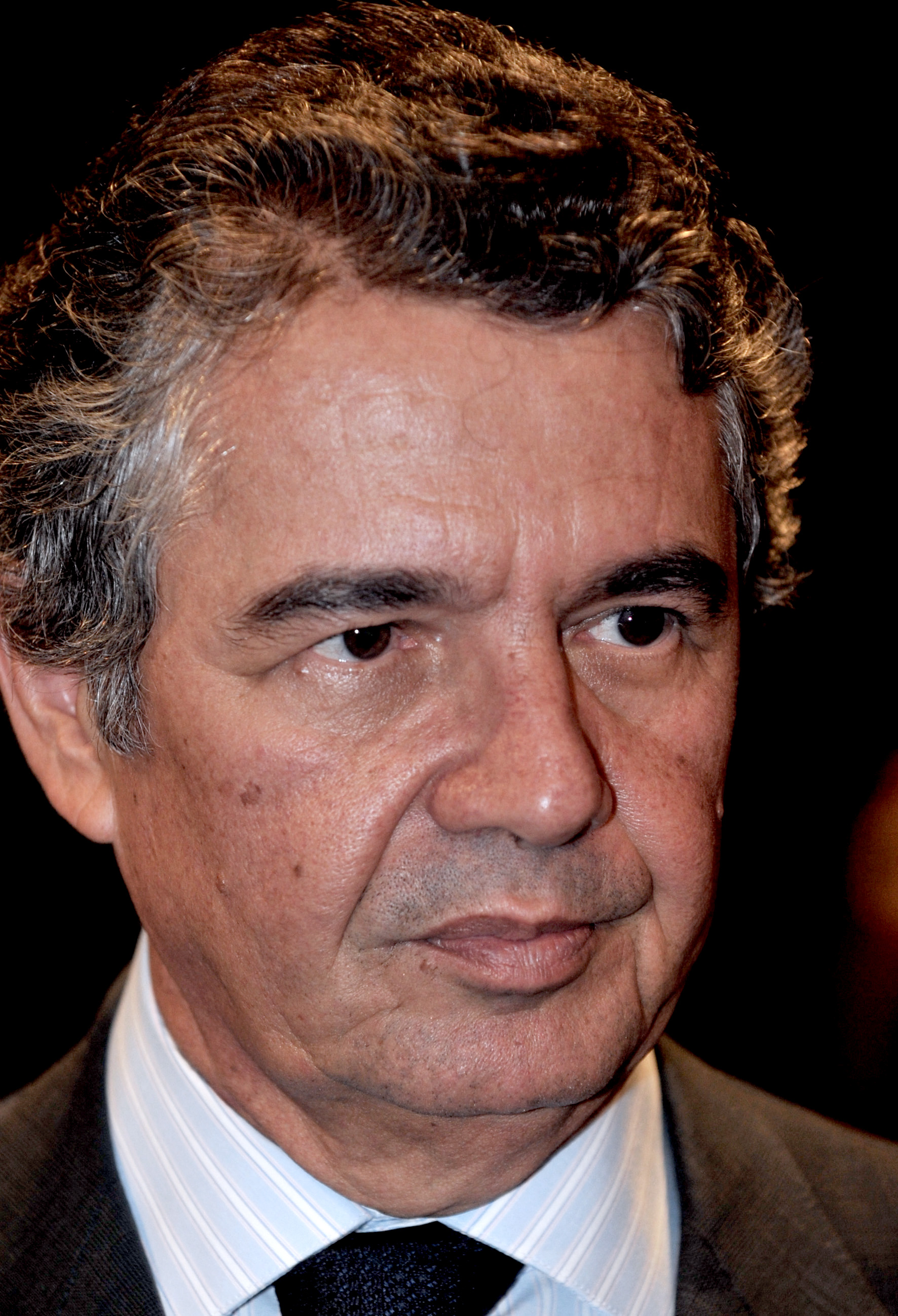
Marco Aurélio Mello, ministro do STF, defende o direito de aborto em caso de feto anencefálico

O STF votou e aprovou em 11-12 de abril de 2012 a ADPF 54, projeto que prevê a legalização do aborto para fetos anencéfalos, por meio da interpretação da viabilidade do feto e, portanto, se ele se enquadraria na proteção à vida descrita pela Constituição. O ministro Marco Aurélio Mello, que já havia sido a favor da legalização do aborto em 2004, é o relator do projeto e reafirmou a sua posição ao votar a favor da modificação na interpretação da lei para permitir o aborto de anencéfalos. Mello argumentou que, apesar de ser biologicamente vivo, as leis não o tratam como estando nessa condição. Segundo ele, não há nenhum conflito entre a proteção da vida, prevista na constituição, e a interrupção da gravidez de fetos sem cérebro. O ministro também disse que o Estado não pode obrigar a mulher a manter uma gestação que não gerará uma pessoa e criticou a interferência religiosa no Estado laico. Logo após o voto e a justificativa de Mello, os ministros Rosa Weber, Joaquim Barbosa, Luiz Fux e Cármen Lúcia, respectivamente, votaram a favor da legalização do aborto para anencéfalos. No primeiro dia de discussões, o único contrário ao projeto foi Ricardo Lewandowski, o último a votar em 11 de junho de 2012, que argumentou que a ADPF 54 abriria possibilidade de aborto para "inúmeros embriões" que tivessem algum tipo de doença do SNC. O julgamento do projeto foi adiado no final da tarde de 11 de abril de 2012 com quatro votos faltando e placar de 5 a 1 a favor da legalização. Ao total deveriam votar 11 ministros, mas Dias Toffoli disse estar impedido por ter feito parte do processo quando era advogado-geral da União e ter-se mostrado favorável à interrupção da gravidez. A votação foi iniciada novamente no começo da tarde de 12 de abril de 2012 e aprovada por ter maioria dos votos favoráveis, votaram nesse dia os ministros Carlos Ayres Britto, Gilmar Mendes e Celso de Mello a favor e o ministro Cezar Peluso, o último a votar, contra. O placar final foi de 8 votos a favor e 2 votos contra. A ADPF 54 serve para fazer com que os preceitos da Constituição sejam cumpridos, ela diferencia o aborto comum do de um feto anencéfalo por, neste último, não haver violação à vida. O aborto em casos de anencefalia é descrito como "parto antecipado" para fim terapêutico, não violando nenhum princípio constitucional e estando dentro das exceções previstas pelo Código Penal.
Aborto é crime contra a vida. Tutela-se a vida em potencial. No caso do anencéfalo, não existe vida possível. O feto anencéfalo é biologicamente vivo, por ser formado por células vivas, e juridicamente morto, não gozando de proteção estatal.— Marco Aurélio Mello
A criminalização da interrupção da gravidez em anencefalia (sic) é fenômeno do subdesenvolvimento. Nós estamos atrasados, e com pressa.— Luís Roberto Barroso, advogado da CNTS
Por que punir essa mulher que já padece de uma tragédia humana?— Luiz Fux defendendo o seu voto a favor do projeto

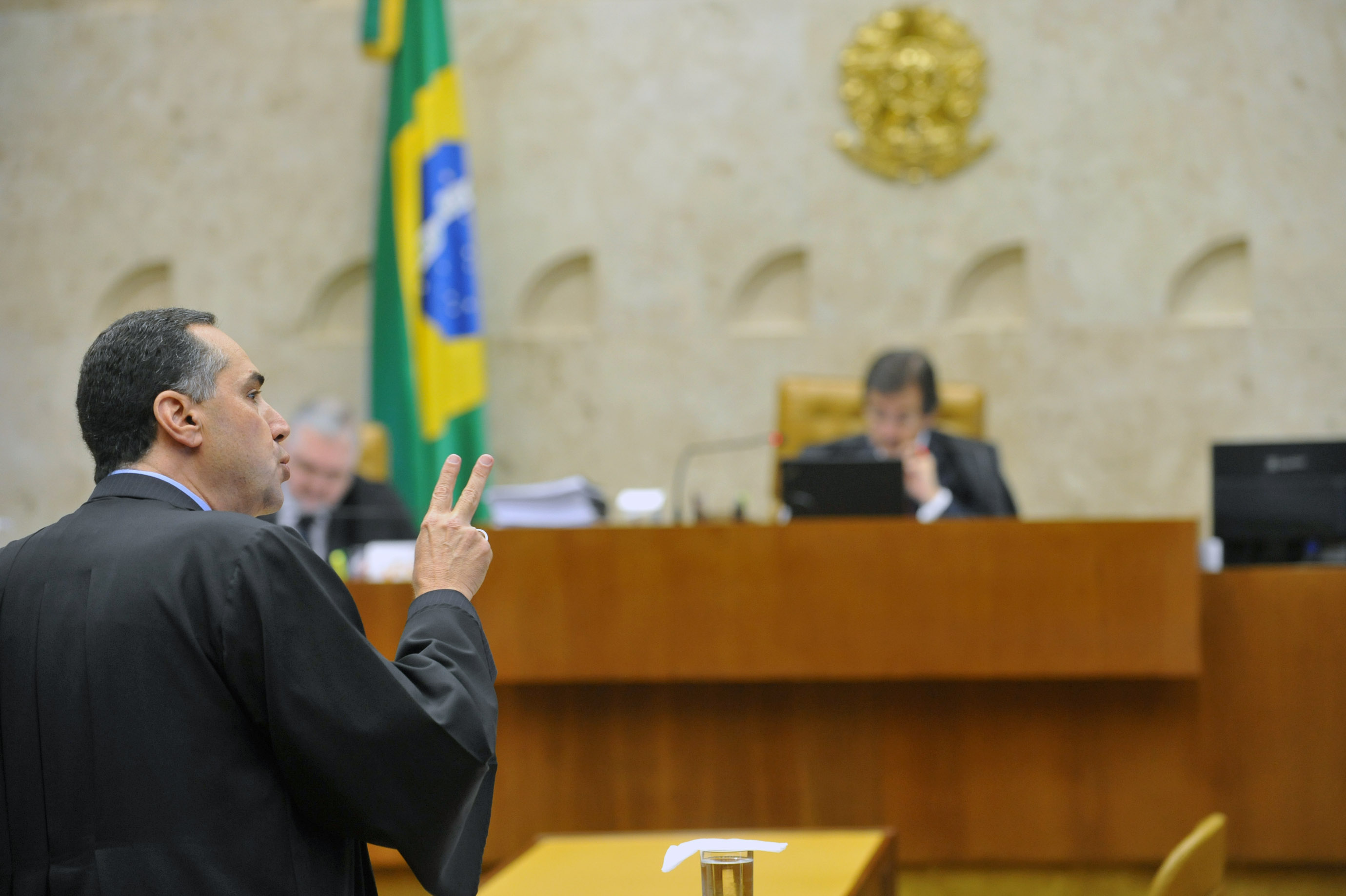
Luís Roberto Barroso, advogado da CNTS, defendeu a legalização do aborto de anencéfalos

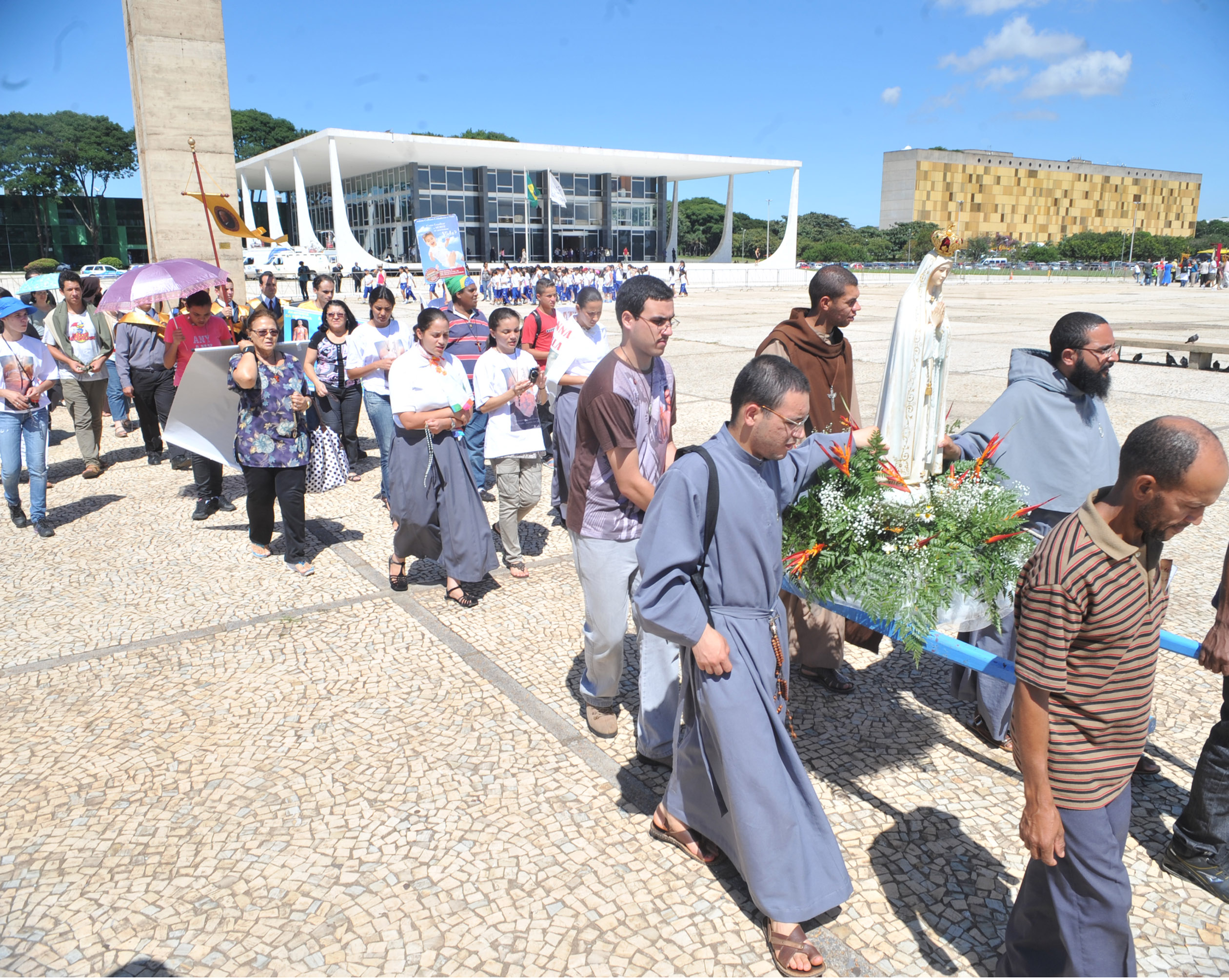
Religiosos protestando contra o aborto durante votação.

Durante a votação do projeto, na cidade de Brasília, houve diversas manifestações emitindo posicionamentos contrários e favoráveis à questão. Grupos religiosos, sobretudo católicos, espíritas e evangélicos, fizeram vigília em frente ao Congresso contra o projeto. Feministas e outros grupos sem movimento definido mostraram-se favoráveis, exibindo cartazes próximo ao local da votação. O assunto teve grande repercussão na mídia. Na Internet, o assunto foi, ao longo do dia, intensamente discutido.
Um dia após a decisão, o Conselho Federal de Medicina criou uma comissão especial, que conta com a participação de médicos do próprio conselho, para discutir as regras para constatação de anencefalia visando melhorar os critérios para o cumprimento da lei e aumentar a confiabilidade do diagnóstico. O CFM deve apresentar as novas regras em até dois meses, em 13 de junho de 2012. No Brasil, existem 65 hospitais credenciados para realizar a prática e, segundo o ministro da Saúde, Alexandre Padilha, mais 30 devem ser regularizados até o final de 2012.

#### PL 1135/91

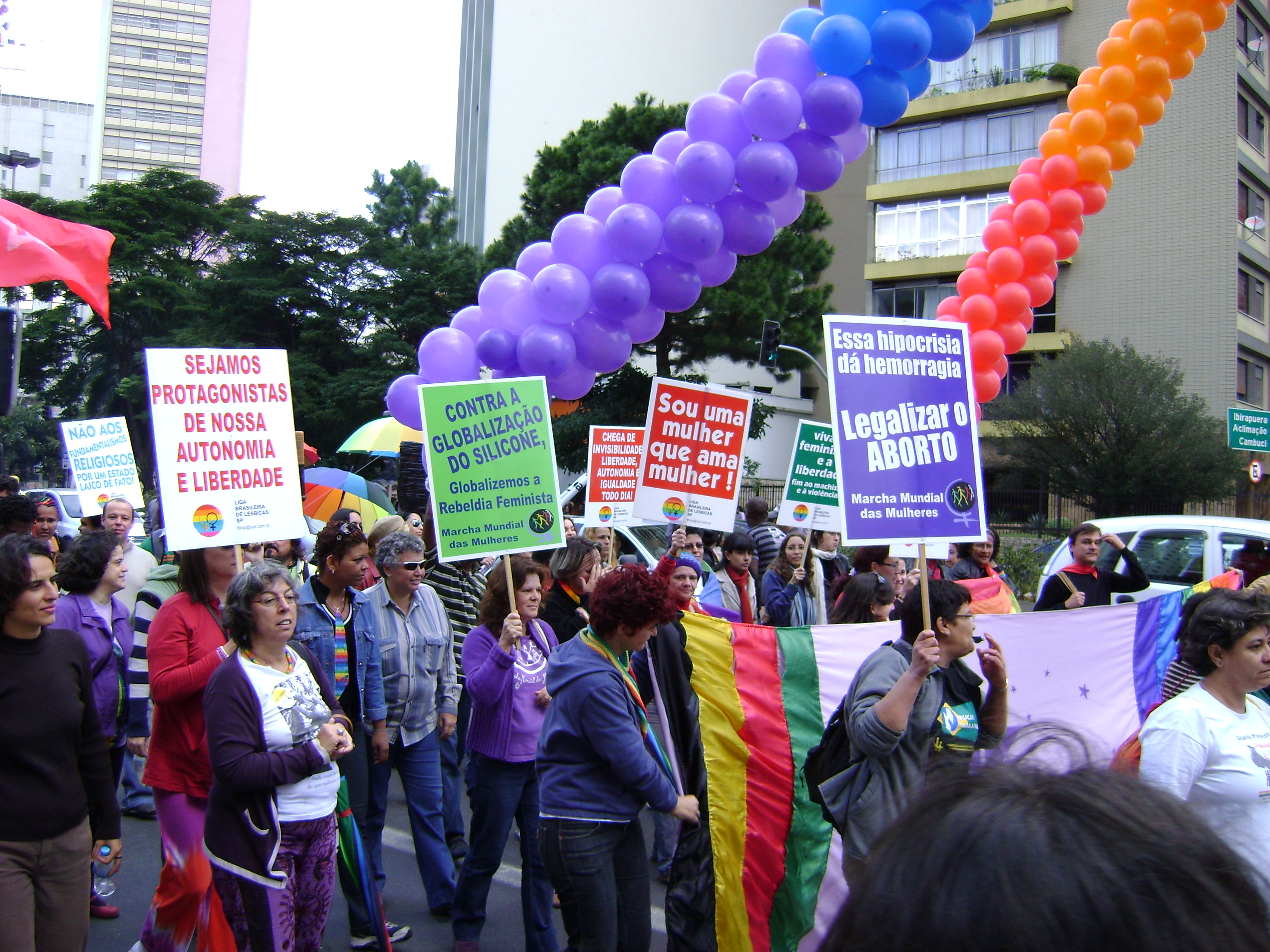
Movimento lésbico defendendo o direito ao aborto em 2009.

O projeto de lei 1135 de 1991 é um dos mais conhecidos e notórios visando a descriminalização do aborto no Brasil. Foi proposto em 28 de maio de 1991 pelos deputados federais Eduardo Jorge (PT) e Sandra Starling (PT), sendo que só foi votado em 7 de maio de 2008, após um período de discussões que durou 17 anos. O projeto previa a extinção do artigo 124 do Código Penal que criminalizam o aborto praticado com consentimento da gestante. Foi rejeitado por unanimidade na Comissão de Seguridade Social e Família da Câmara dos Deputados. O projeto recebeu 33 votos de deputados contrários, e então seguiu para a Comissão de Cidadania e Justiça, onde também foi rejeitado em 9 de julho de 2008, desta vez por 57 votos a 4. O projeto está arquivado na Mesa Diretora da Câmara dos Deputados.

#### Estatuto do Nascituro
Em 19 de maio de 2010, foi aprovado pela Comissão de Seguridade Social e Família da Câmara dos Deputados o Estatuto do Nascituro, que visa proibir o aborto em todas as circunstâncias e tornar mais rigorosas as penas para a mulher que aborta e o médico que faz o procedimento. O governo brasileiro já mostrou frente à ONU ser contra o projeto. Essa afirmou estar acompanhando o trâmite do processo para não permiti-lo de chegar a votação.

#### Proposta de plebiscito

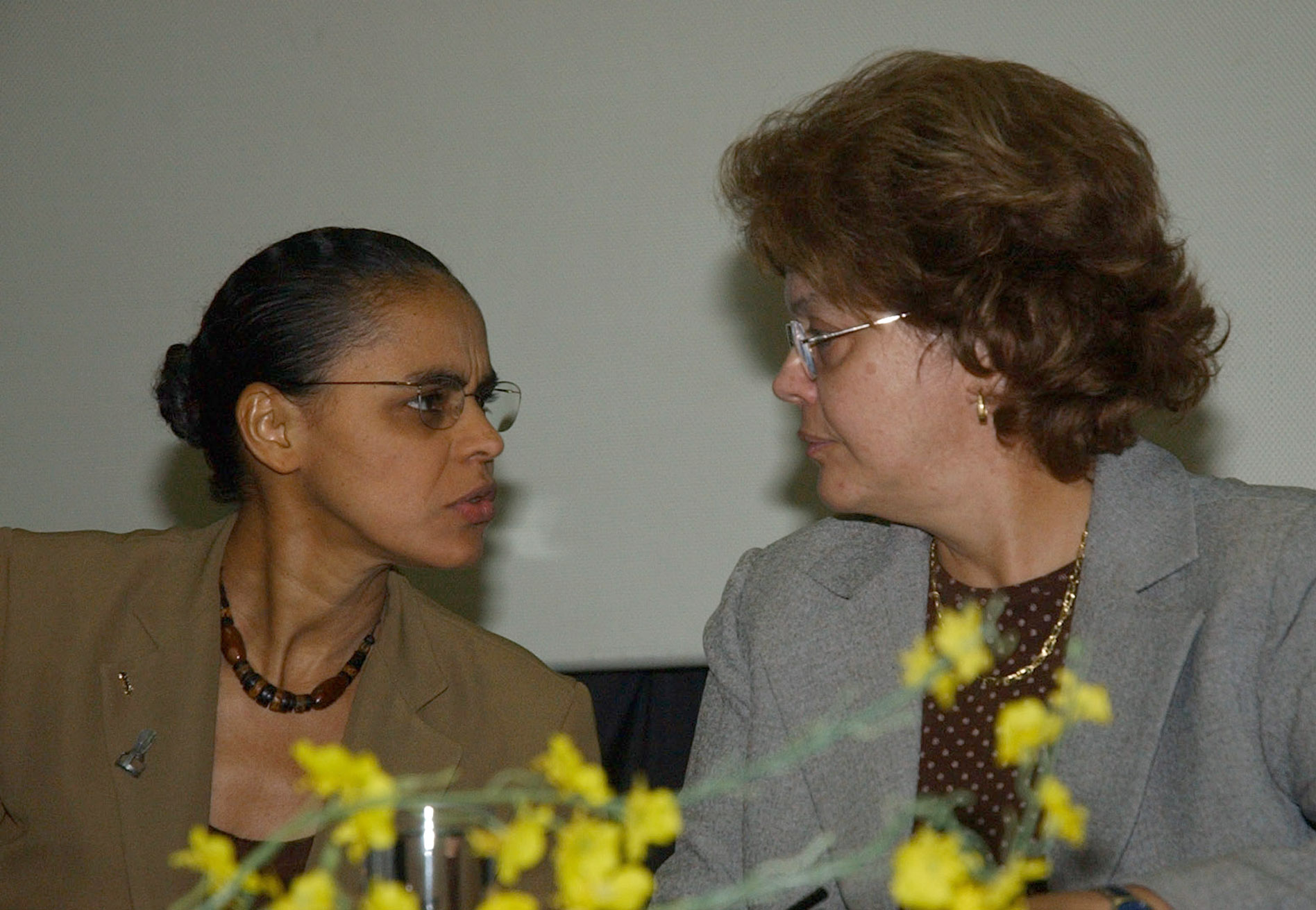
Marina Silva, à esquerda, defende um plebiscito sobre o aborto. Dilma Rousseff, à direita, diz que ele dividiria o país, e que é desnecessário.

Desde o início da Nova República no Brasil, diversas propostas de modificação na legislação sobre o aborto foram feitas. Dentre elas, a realização de um plebiscito, para consultar a população e decidir a situação do aborto pelo voto. A ideia tem adeptos e críticos, tanto pró-vida como pró-escolhas. Um argumento em defesa do plebiscito é o direito de a maioria decidir as leis do país, fazer a vontade da população. Uma crítica é de que o aborto é uma questão de saúde pública, que não deve ser apenas decisão da maioria.
Em 2007, José Gomes Temporão, então ministro da saúde, defendeu a realização de um plebiscito sobre o aborto. Ele disse que a população precisava ser consultada antes que qualquer modificação fosse feita devido à relevância do tema. O ministro recebeu agradecimentos de grupos feministas e críticas de pró-vidas.
Durante as campanhas da eleição presidencial de 2010, a então pré-candidata Marina Silva (PV) propôs a realização de um plebiscito para consultar a população e debates sobre o tema para pôr os brasileiros a par da questão. Durante as eleições, porém, essa proposta perdeu espaço e não houve nenhum projeto de fato para que fosse feita a votação. A candidata vencedora, Dilma Rousseff (PT), disse que não proporia a "flexibilização" das leis sobre o aborto. Durante as campanhas eleitorais, a candidata foi contra a proposta de Marina Silva.

Sou contra um plebiscito sobre esse assunto e vou dizer o porquê. Acho que um plebiscito sobre o aborto divide o país e, nesse caso, não é possível dizer quem vai ganhar ou perder. Nesse caso os dois lados perdem.— Dilma Roussef

#### Veto à lei em Anápolis
A Câmara Municipal da cidade de Anápolis, em Goiás, votou e aprovou por unanimidade um projeto de lei que visa proibir que o aborto seja realizado por hospitais públicos, mesmo nos casos previstos em lei, na cidade em 5 de março de 2012. O projeto foi proposto por Pedro Mariano, do Partido Progressista. A OAB de Goiás criticou a votação e disse que o PL é inconstitucional. A lei foi considerada inconstitucional também pela OAB nacional. A lei ainda não entrou em vigor de facto porque precisa passar por segunda aprovação e publicação em diário oficial para só então, ter seu prazo de cumprimento estipulado.
Sou radicalmente contra o aborto. O senhor da vida é só Deus. Se a OAB entrar na Justiça, continuarei defendendo minha ideia, até a morte— Pedro Mariano

#### Modificação no Código Penal
No início de 2012, um grupo de juristas elaborou um anteprojeto para o novo Código Penal brasileiro em que o aborto se torna legal em outras situações além dos três casos já permitidos, estupro, risco de vida à mulher e feto anencefálico. As mudanças ainda não foram para votação e serão transformadas em projeto de lei. Apesar de aumentar os casos em que a mulher pode abortar, os juristas decidiram por manter proibida a interrupção voluntária da gravidez sem causa explícita. Além de alterar a legislação sobre o aborto no país, o projeto prevê a alteração da lei sobre a eutanásia.
Os casos em que o aborto seria permitido são, além dos casos já previstos em lei:
1. Quando a mulher sofrer inseminação artificial sem o seu consentimento.
2. Quando o feto for anencéfalo ou tiver grave doença de formação que o tornará inviável, caso ainda em análise pelo STF.[60]
3. Por escolha da gestante, mas com a confirmação do médico de que a mulher não tem condições mentais de arcar com a gravidez.

Não há crime de aborto se:
I – houver risco à vida ou à saúde da gestante.
II – a gravidez resulta de violação da dignidade sexual, ou do emprego não consentido de técnica de reprodução assistida;
III – comprovada a anencefalia ou quando o feto padecer de graves e incuráveis anomalias que inviabilizem a vida independente, em ambos os casos atestado por dois médicos.
IV – por vontade da gestante até a 12.ª semana da gestação, quando o médico ou psicólogo constatar que a mulher não apresenta condições de arcar com a maternidade.— Art. 128 aprovado por juristas.
| Caso                              | Pena atual              | Nova pena                       |
| --------------------------------- | ----------------------- | ------------------------------- |
| Mulher que aborta ilegalmente     | 1 a 3 anos de detenção  | Seis meses a 2 anos de detenção |
| Quem provoca o aborto ilegalmente | 3 a 10 anos de detenção | 4 a 10 anos de detenção         |

#### ADPF 442
Em 7 de março de 2017, o Partido Socialismo e Liberdade (PSOL) protocolou uma ADPF pedindo a descriminalização do aborto por parte de gestantes que tenham até três meses de gravidez. O partido argumenta que a lei em vigor viola os princípios fundamentais da dignidade da pessoa humana, da cidadania e da não discriminação, além dos direitos fundamentais à inviolabilidade da vida, à liberdade e à igualdade. Ele pediu que fosse concedida uma liminar para suspender prisões em flagrante, inquéritos policiais e andamento de processos ou efeitos de decisões judiciais que pretendiam aplicar ou tivessem aplicado os artigos do Código Penal a casos de interrupção da gestação induzida e voluntária realizada nas primeiras 12 semanas de gravidez.
A ação teve ampla repercussão, tendo 37 pedidos de amicus curiae e uma audiência pública que ouviu cerca de cinquenta entidades ao longo dos dois dias. A Ministra Rosa Weber foi sorteada como relatora e realizou diversas audiências públicas.
No exercício da presidência do Supremo Tribunal Federal, a ministra Rosa Weber decidiu pautar o caso, mas precisou adiar diversas vezes em razão de outros julgamentos, como juiz das garantias, descriminalização das drogas e julgamentos dos primeiros réus dos atos de 8 de janeiro. Na iminência de sua aposentadoria compulsória, a ministra pautou o caso no plenário virtual, onde 25 advogadas e advogados fizeram sustentação oral virtual, sendo representantes de partidos, associações e movimentos sociais. A ministra proferiu seu voto a favor da descriminalização do aborto até a 12ª semana de gestação.
O ministro Roberto Barroso pediu destaque do julgamento, para que o caso fosse ao plenário físico, sendo certo que ele tomou posse como presidente do Supremo Tribunal Federal na semana seguinte.

#### PL 1904/2024
Em 12 de junho de 2024, a Câmara dos Deputados aprovou a urgência de votação de um projeto que equipara o aborto após 22 semanas de gravidez ao crime de homicídio, mesmo nos casos em que a gravidez é resultante de um estupro.

## Aborto ilegal
Por causa da proibição do aborto no Brasil, há a presença de clínicas clandestinas que realizam o procedimento. Elas geralmente encontram-se em situação precária e não têm médicos e outros profissionais de saúde habilitados a fazerem o aborto.
A falta de escolaridade de boa parte da população e a ausência de conhecimento sobre métodos contraceptivos faz com que o número de gravidezes indesejadas seja alto. Por más condições de vida e às vezes pelo desejo de não ter filhos, muitas mulheres optam por fazer o aborto, ainda que ilegal.[carece de fontes?]

## Estatísticas do aborto ilegal
Há um grande debate sobre dados de saúde pública na temática do aborto.

### Mortalidade materna por aborto
Na mortalidade materna por aborto clandestino, por exemplo, a ativista pró-escolha e pesquisadora Débora Diniz afirmou, em 2012, que o aborto clandestino seria a segunda maior causa de morte materna, contudo, a afirmação é contestada por especialistas que têm posições contrárias, como é o caso do médico obstetra Dr. Raphael Câmara. Segundo exposto por representante do Ministério da Saúde em audiência pública no Supremo Tribunal Federal (STF), em 2018, o número de óbitos maternos por aborto clandestino no Brasil não deve ser considerado puramente o número do sistema Datasus, mas sim, deve ser feito um tratamento, devido a notificação indevida que pode acontecer. Feito esse ajuste, a representante do Ministério da Saúde alegou que a estimativa seria de 203 mortes ao ano, considerando a chamada metodologia "near miss".[carece de fontes?] Críticos questionaram o fato desse número ter sido apenas defendido oralmente, sem apresentação de estudo para consulta pública, para análise de seus fundamentos. Além disso, não ficou claro se 203 óbitos incluem óbitos por abortos espontâneos, por aborto em gestações ectópicas e pelos abortos feitos no SUS em caso de estupro, anencefalia e risco de vida.[carece de fontes?]

Os dados do sistema do Ministério da Saúde, Datasus, apresentam que a soma de mortes maternas por aborto espontâneo, mais os óbitos por aborto de gravidez ectópica e aborto clandestino, são de 56 óbitos em 2016, 68 óbitos em 2017 e 66 óbitos em 2018. O documentos da Organização Mundial da Saúde (OMS) sobre tendência da mortalidade materna no mundo aponta que a qualidade de registro civil de óbito e estatística vitais no Brasil é boa, com padrão de muitos países desenvolvidos.  Apesar disso, há sim notificação indevida e portanto seria necessário um reajuste de 40% em cima dos números da mortalidade materna total registrada pelo sistema oficial do país (Datasus).[carece de fontes?] Esse reajuste se daria em cima dos dados do Datasus. O reajuste proposto no documento da OMS é insuficiente para alcançar a estimativa feita pela representante do Ministério da Saúde no STF em 2018, que foi de 203 óbitos. O número permanece incerto entre especialistas e é polêmico entre defensores e opositores da legalização do aborto.[carece de fontes?]

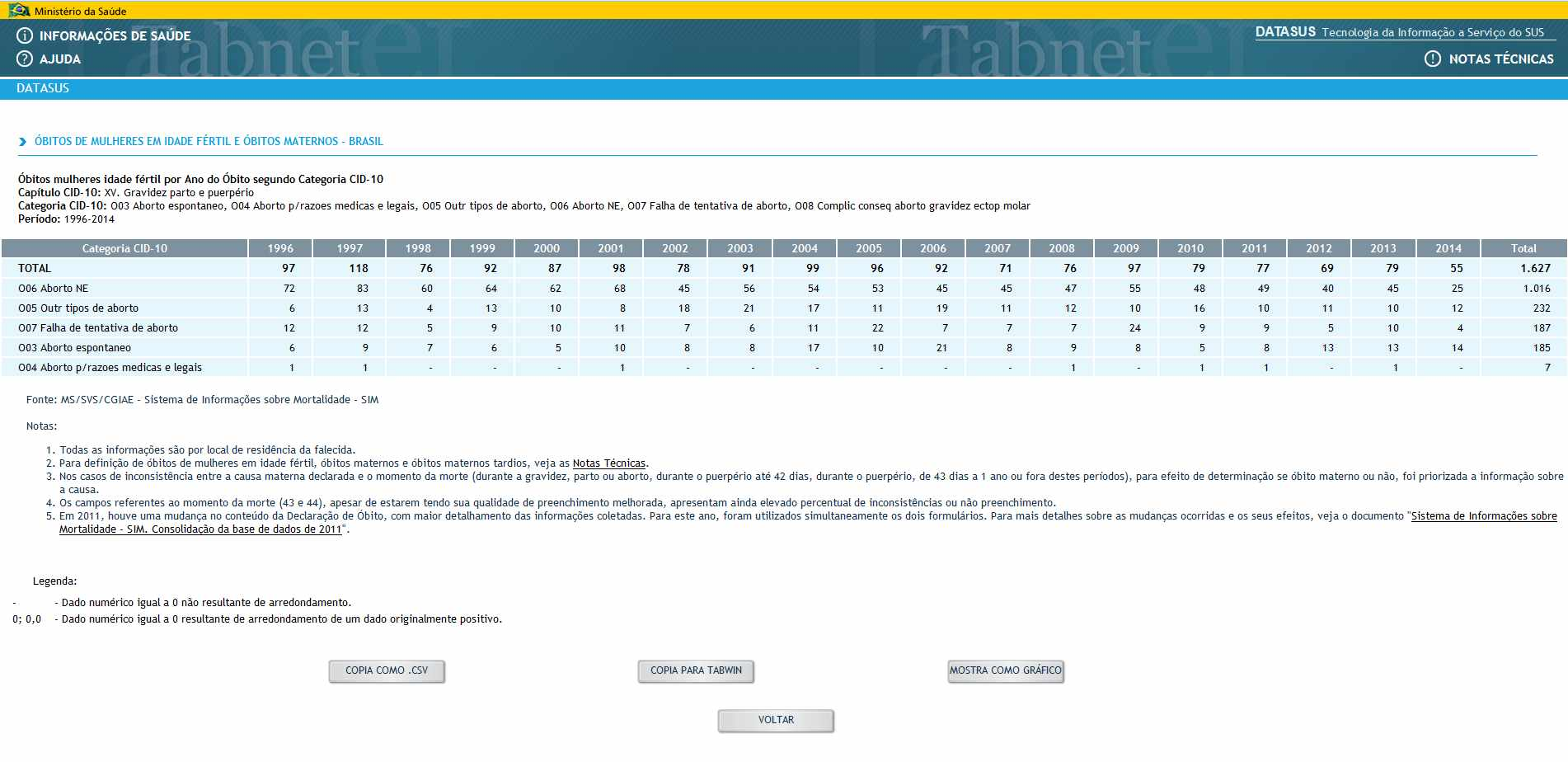
Planilha de óbitos maternos por ano no período de 1996 a 2014 do Sistema de Informações sobre Mortalidade do Ministério da Saúde.

### Estimativa de abortos clandestinos
As estimativas do sobre os números de abortos ilegais realizados anualmente é altamente especulativa, pois a maioria dos abortos acontecem de forma clandestina. Há divergência com diversas outras fontes não-governamentais quanto ao número real de procedimentos realizados.[carece de fontes?]
A estimativa de abortos clandestinos mais usada nas últimas décadas no Brasil foi feita pela chamada metodologia AGI e projeta cerca de 800 mil abortos clandestinos ao ano. Parte da crítica a essa pesquisa se deve ao fato de que o Instituto Guttmacher é uma entidade que tem posição favorável ao amplo acesso ao aborto e, segundo seu site oficial, o instituto foi fundado dentro da IPPF - International Planned Parenthood Federation, que é a federação da mais famosa clínica de abortos do mundo. Além disso, alguns pesquisadores têm questionado os fundamentos metodológicos da pesquisa do Instituto Guttmacher. Um deles é o Ph.D. em epidemiologia, Dr. Elard Koch, que indicou que os fundamentos da pesquisa não teriam validade epidemiológica por utilizarem parâmetros subjetivos para composição da metodologia. Outra crítica contundente se deu no evento ocorrido em 2018 no Conselho Regional de Medicina do Rio de Janeiro (Cremerj). No evento foi apresentado diande de coautores da atualização da metodologia AGI no Brasil, algumas das críticas ao método criado pelo Instituto Guttmacher. Foi apontado que o número de 800 mil a 1 milhão de abortos, por se basear em parâmetros subjetivos e pesquisas da década de 1980, pode representar superestimativa de 5 ou até quase 10 vezes o que seria um número mais provável de abortos clandestinos, e os pesquisadores presentes no evento concordaram com muitos dos pontos tecnicamente fundamentados e que apontam para prováveis vieses no método do Instituto Guttmacher[carece de fontes?].
Outra pesquisa bastante citada é a Pesquisa Nacional do Aborto 2016 (PNA 2016), coordenada pela ativista pró-escolha e pesquisadora Débora Diniz. Na PNA 2016, estimou-se 503 mil abortos clandestinos ao ano para o Brasil. O número é bastante inferior ao defendido pela estimativa de abortos do Instituto Guttmacher, o que poderia confirmar críticas de que a pesquisa do Instituto Guttmacher se trate de uma superestimativa. Porém, a pesquisa PNA 2016 também tem sido alvo de críticas nesse debate polarizado. Uma das críticas evidencia que uma das referências metodológicas da PNA 2016, admite que podem ter sido inseridos, dentro da estimativa de abortos da PNA 2016, abortos espontâneos junto com abortos clandestinos e isso pode inflar a estimativa.
Outra pesquisa acadêmica publicada em revista internacional sobre a temática do aborto traz um dado ainda mais discrepante, indicando que ocorreria apenas 48 mil abortos clandestinos ao ano no Brasil.
No debate acadêmico, permanece a controversa e a polarização do debate permanece, com grandes discrepâncias entre cada estimativa. Em 2017, uma médica obstetra afirmou, conforme registrado em relatório de debates do Senado, que o número de abortos clandestinos no Brasil não ultrapassariam 100 mil casos ao ano. No mesmo debate, esse dado foi contraposto por outra médica, que citou o dado da pesquisa do Instituto Guttmacher, falando em 800 mil abortos.[carece de fontes?]

### Perfil
Em 2008, foi feito pela Universidade de Brasília e pela Universidade Estadual do Rio de Janeiro (UERJ) um levantamento com a finalidade de estabelecer o perfil da mulher que faz aborto no Brasil. A conclusão foi de que a maioria delas tem entre 20 e 29 anos (de 51% a 82%), vivem em relacionamento estável (70%) e têm pelo menos um filho. As adolescentes representam de 7% a 9% das mulheres que fazem aborto. De aproximadamente 50% a 85% de todas as mulheres que praticam o aborto ilegal fazem o uso do medicamento misoprostol, que entrou no mercado brasileiro em 1986 e teve sua venda proibida em 1991, quando o governo do Brasil constatou que o medicamento, supostamente usado para gastrite, era na verdade um dos abortivos mais usados no país pelo seu baixo custo e eficiência. Foi alegado pelo governo que o medicamento causava má-formação fetal, síndrome de Moebius, quando o aborto era mal-sucedido e o feto nascia.
Segundo o estudo 20 anos de pesquisa sobre o aborto no Brasil, publicado em 2009 pelo Ministério da Saúde, a mulher brasileira em situação de abortamento possui o seguinte perfil: tem, predominantemente, entre 20 e 29 anos; está em união estável; tem até oito anos de estudo; trabalha; é católica; tem, pelo menos, um filho; utiliza métodos contraceptivos e aborta com misoprostol. O estudo também descreve o perfil da adolescente brasileira que aborta: ela tem, predominantemente, entre 17 e 19 anos; está em relacionamento conjugal estabelecido; depende economicamente da família ou do companheiro; não planejou a gravidez e aborta com misoprostol.
Em 2010, na primeira pesquisa nacional sobre o aborto no Brasil, o Instituto de Bioética, Direitos Humanos e Gênero (Anis) e pela Universidade de Brasília traçaram o perfil da mulher que interrompe a gravidez: a maioria tem um companheiro e quase 60% tem filhos. A pesquisa apontou também que, quanto maior o grau de escolaridade, menor o número de mulheres que interromperam a gravidez. Registrou-se, ainda, na região Nordeste, o maior número de mulheres que declararam já ter feito aborto alguma vez na vida, e, na região Sul, registrou-se o menor índice. Das 2 002 entrevistadas no estudo, de 18 a 39 anos, 15% declararam que já fizeram pelo menos um aborto, o que representaria 5,3 milhões de mulheres. Do total que declararam já ter feito pelo menos um aborto, 64% são casadas, 81% são mães, 23% ganham até um salário mínimo, 31% de um a dois, 35% de dois a cinco e 11% recebem mais de cinco.
A segunda edição desta pesquisa, feita novamente pelo Instituto de Bioética (Anis) e pela Universidade de Brasília (UnB), agora em 2016, apontou que o perfil da mulher que aborta é o seguinte: ela tem entre 18 e 39 anos, é alfabetizada, de área urbana e de todas as classes socioeconômicas, sendo que a maior parte (48%) completou o ensino fundamental e 26% tinham ensino superior. Do total, 67% já tinha filhos. A pesquisa aponta, ainda, que a religião professada não é impeditivo para o ato, pois 56% dos casos registrados foram praticados por católicas e 25% por protestantes ou evangélicas. A pesquisa registra também que 20% das mulheres terão feito ao menos um aborto ilegal ao final da vida reprodutiva, ou seja, uma em cada cinco mulheres aos 40 anos terá abortado ao menos uma vez. De acordo com os dados, em 2015, 417 mil mulheres nas áreas urbanas do Brasil interromperam a gravidez, número que sobe para 503 mil se for incluída a zona rural.

### Misoprostol
O misoprostol, cujo nome comercial mais difundido é Cytotec, do laboratório Searle, é o medicamento mais comum no Brasil para a prática da interrupção voluntária da gravidez. Entrou no mercado brasileiro em 1984 para o tratamento de úlcera gástrica e duodenal. Foi comercializado normalmente com permissão da Anvisa até que seu uso abortivo fosse constatado. Em 1991, para evitar essa utilização do medicamento, o Ministério da Saúde restringiu a venda apenas com retenção da receita médica. Com a constatação do alto número de vendas, apesar de necessária a apresentação da receita, o Ministério da Saúde, em 1998 proibiu a sua venda em farmácias, permitindo-o somente para ser usado em hospitais cadastrados pela Anvisa.
Foi constatado que o medicamento podia causar má-formação fetal, quando utilizado ineficazmente no primeiro trimestre da gestação. Estudos de outros países constataram que havia uma relação entre o uso do medicamento e a síndrome de Moebius. Outros foram realizados no Brasil e confirmaram a relação verdadeira. O uso incorreto do medicamento também traz riscos à saúde materna. Os efeitos colaterais relatados mais comum são diarreias, vômitos e elevação da pressão arterial.
Apesar de proibido para esse fim, contata-se um número ainda alto do uso do misoprostol para induzir o aborto. A sua taxa de eficácia enquanto abortivo, em diferentes estudos, feitos desde a concepção até a 12.ª semana de gestação, varia de 38% a 100%, dependendo da quantidade utilizada. Os resultados mais elevados foram obtidos com doses entre 600mcg e 800mcg.

## Opinião pública
Uma pesquisa do Datafolha feita em 1997 na cidade de São Paulo, mostrou que a grande maioria dos paulistanos é favorável à realização do aborto em caso de estupro (77%) ou quando há risco de vida para a gestante (79%).
Em uma pesquisa realizada entre médicos de Ribeirão Preto (SP) no ano de 2004, mostrou que, 84% concordam com o aborto em situação de estupro; 86%, em caso de risco de vida; e 82% nos casos de malformação incompatível com a vida, mas 70% dos médicos brasileiros responderam que não apoiavam a descriminalização do aborto no país.
Em um estudo realizado com 1.493 juízes e 2.614 promotores no Brasil entre 2005 e 2006, constatou que as maiores proporções de opiniões favoráveis ao aborto ser permitido são em casos de risco de vida da gestante (84%), anencefalia (83%), malformação congênita grave e gravidez decorrente de estupro (82%)
Em março de 2007, o instituto de pesquisas Datafolha, do jornal Folha de S.Paulo, realizou uma pesquisa que revelou que 65% dos brasileiros acreditam que a atual legislação sobre o aborto não deve ser alterada no país, enquanto que 16% disseram que deveria ser expandida para permitir a prática por outros motivos, 10% que o aborto deveria ser descriminalizado e 5% declararam não terem certeza de sua posição sobre o assunto.
Uma pesquisa do Instituto Patrícia Galvão, em 2017, mostrou que 62% dos brasileiros eram contra a legalização do aborto, enquanto 26% apoiavam a medida, outros 10% não souberam responder, a rejeição ao aborto era menor nos casos em que já é previsto em lei, 23% dos entrevistados achavam que o aborto não deveria ser permitido quando a gestação é resultado de um estupro, 27% quando a vida da mãe está em risco, e 37% eram contra quando o feto tenha doenças incuráveis
Uma pesquisa  do Instituto Locomotiva em parceria com Instituto Patrícia Galvão mostrou que 82% das pessoas concordam com o aborto em caso de estupro
Em pesquisa feita em janeiro de 2021, realizada pela Poder360, mostra que 58% dos brasileiros são contra a legalização da prática do aborto no Brasil, os que são a favor da legalização somam 31%, outros 11% não sabem ou não responderam.
Segundo um levantamento da Exame/Ideia em abril de 2022, 38% dos brasileiros são a favor da descriminalização do aborto, 55% são contrários e 7% não souberam responder
De acordo com a pesquisa "A Cara da Democracia", conduzida em agosto de 2023 pelo Instituto da Democracia e da Democratização da Comunicação (IDDC-INCT), 79% dos brasileiros se opõem a legalização do aborto no país. Outra pesquisa internacional realizada pelo instituto Pew Research Center, em junho de 2023, constatou que 70% dos brasileiros se opõem a legalização do aborto em todos ou na maioria dos casos, com apenas 26% defendendo a legalização da prática.

### Movimentos pró-vida

#### Igreja católica
A Conferência Nacional dos Bispos do Brasil (CNBB) é uma das instituições mais envolvidas com o movimento pró-vida no Brasil. Ela luta ativamente contra qualquer modificação na legislação que possa aumentar o número de casos em que a interrupção da gravidez é permitida, discordando inclusive da legislação vigente que permite o aborto em apenas três casos, estupro, risco de vida da mulher e feto anencéfalo. Ela age através de campanhas nacionais, notas políticas e movimentação de seus fiéis.

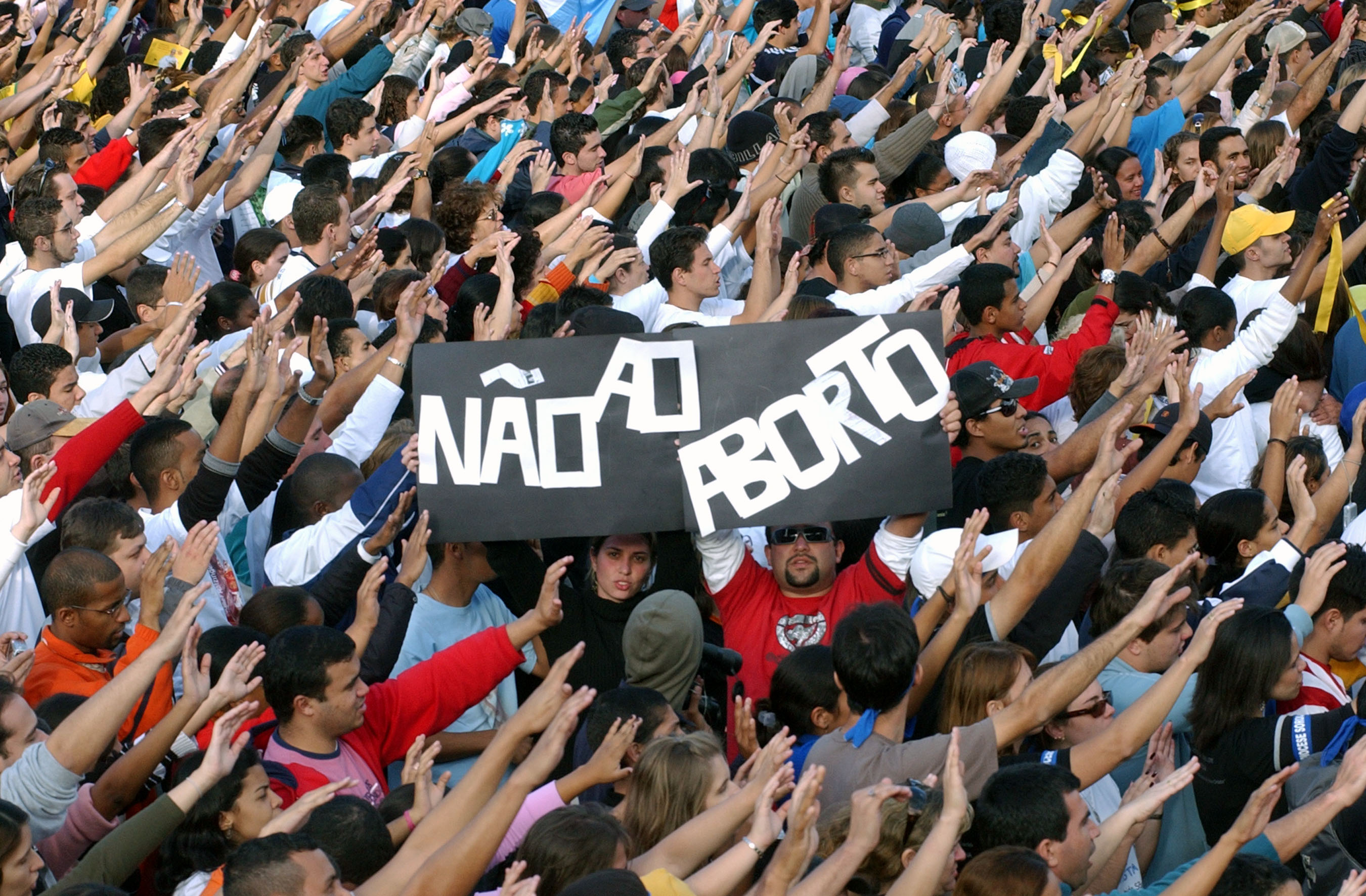
Católicos pró-vida seguram um cartaz contra o aborto durante a visita do papa Bento XVI ao Brasil em 2007.

A CNBB mostra-se contra o aborto inclusive em casos de anencefalia. A instituição divulgou uma nota oficial em agosto de 2008, quando o STF havia retomado a discussão sobre esses casos, em que defende que os fetos chamados de anencéfalo muitas vezes tem "meroanencefalia", termo utilizado por ela para designar fetos que tem apenas uma porção do cérebro e não a sua ausência completa. Ela afirma que o fato de um feto não ter o SNC bem-formado não faz dele menos humano e que legalizar o aborto nesses casos feriria a dignidade humana. A Conferência argumenta que isso fere a inviolabilidade da vida prevista em constituição, inviolabilidade essa que também se aplicaria aos fetos com má-formação do sistema nervoso. Segundo a CNBB, a Igreja Católica mostra-se radicalmente contra o aborto de fetos anencefálicos, ela diz que mesmo que a vida de fetos assim seja curta, ela é "inegociável".
Durante as eleições presidenciais de 2010, grupos ligados à Igreja Católica e evangélicos iniciaram a distribuição de panfletos contra o aborto. Tal material defendia a posição pró-vida e, segundo conclusão do TSE, atribuía à então candidata Dilma Roussef, que foi ao segundo turno com o candidato José Serra, a posição de pró-escolha. A circulação do panfleto foi notada nos estados de Minas Gerais e São Paulo antes de ser retirado de circulação pela Polícia Federal após determinação do TSE para que isso fosse feito. A candidata do PT se manifestou dizendo que o panfleto era um "crime eleitoral".
O documento era assinado por bispos da CNBB e pedia aos eleitores que analisassem a posição quanto ao aborto dos candidatos à presidência. O panfleto não cita o nome de Dilma Rousseff, mas se refere a ela por "ministra da Casa Civil".
Recomendamos encarecidamente a todos os cidadãos e cidadãs brasileiros e brasileiras [...] que, nas próximas eleições, deem seu voto somente a candidatos ou candidatas e partidos contrários à descriminalização do aborto.— Mensagem contida em panfleto da CNBB
Todo o material, cerca de um milhão de panfletos, foi liberado pela Justiça em 2011 e voltou a circular em São Paulo no início de 2012. Ocorreram protestos contrários à legalização do aborto por parte de manifestantes católicos, acusando a presidente de continuar a favor do aborto e também uma de suas ministras, Eleonora Menicucci, que foi chamada de "assassina" em cartazes.
No início de outubro de 2011, a CNBB lançou a Semana da Vida, de 1 a 7 de outubro, e o dia do Nascituro, em 8 de outubro. Resultado da Campanha da Fraternidade de 2011, de tema "vida, ecologia humana e meio ambiente". A Igreja Católica disse que a Semana da Vida e o dia do Nascituro não apenas serviram para "defendê-la [a vida]", mas também para "promovê-la".
Em 9 de março, a CNBB lançou oficialmente a Campanha da Fraternidade de 2012, que tem como tema a saúde pública. O aborto como questão de saúde pública logo veio à discussão e a Igreja Católica reafirmou sua posição quanto ao tema.
Em janeiro de 2017, uma reportagem investigativa da agência de jornalismo Agência Pública revelou que entidades católicas mantêm um site chamado "Gravidez indesejada - como abortar". O site não informa suas relações com a igreja católica e nem que seu objetivo é demover as mulheres que desejam realizar aborto.

#### Bancada evangélica
A bancada evangélica, que defende principalmente os interesses das igrejas pentecostais e neopentecostais, tem grande influência política no Congresso Nacional e é muitas vezes responsável pelo embargo de projetos sobre o aborto. Também tem histórico de pressionar os presidentes e ministros. Querem o endurecimento da lei sobre o aborto, algumas vezes pedindo a sua proibição em todos os casos ou o aumento das penas. O projeto de lei mais notório para isso é o Estatuto do Nascituro. Apesar das tradicionais rivalidades, católicos e evangélicos fazem alianças políticas quando se trata de aborto.
Em 2008, a bancada evangélica pediu ao então presidente da Câmara, Michel Temer, a instalação de uma CPI para investigar o aborto ilegal no Brasil. Foi lançada durante o 1.º Encontro Brasileiro de Legisladores e Governantes pela Vida, organizado pelos evangélicos para, segundo eles, incentivar os legisladores, tanto em nível federal, como estadual e municipal a criarem leis que preservem a vida. A CPI conseguiu, em pouco tempo, o número de assinaturas necessário para ser realizada, cerca de 180. Senadores evangélicos também reclamaram das ações do Ministério da Saúde, acusado de implantar políticas que favoráveis à prática do aborto, entre elas, a dispensa de apresentação de boletim de ocorrência para realizar o aborto por motivo de estupro no Sistema Único de Saúde. Por divergências dentro da própria bancada o projeto não avançou. Durante os anos seguintes, novos pedidos foram feitos para que a CPI fosse aberta. No início de 2012, a bancada evangélica, apoiada pelos católicos, voltou a pedir a chamada "CPI do aborto".[carece de fontes?]
No início de 2012, Eleonora Menicucci, que é a favor da legalização do aborto no Brasil, foi nomeada para ser ministra da Secretaria de Políticas para Mulheres. A reação da bancada evangélica e da CNBB, a principal liderança católica do Brasil, foi rápida em criticar a ministra e pedir que fosse retirada do cargo. Em resposta às pressões, a presidente Dilma Rousseff afirmou que Eleonora agiria "de acordo com as diretrizes do governo" e que não via espaço para a legalização do aborto.

### Movimentos pró-escolha

#### Feminismo

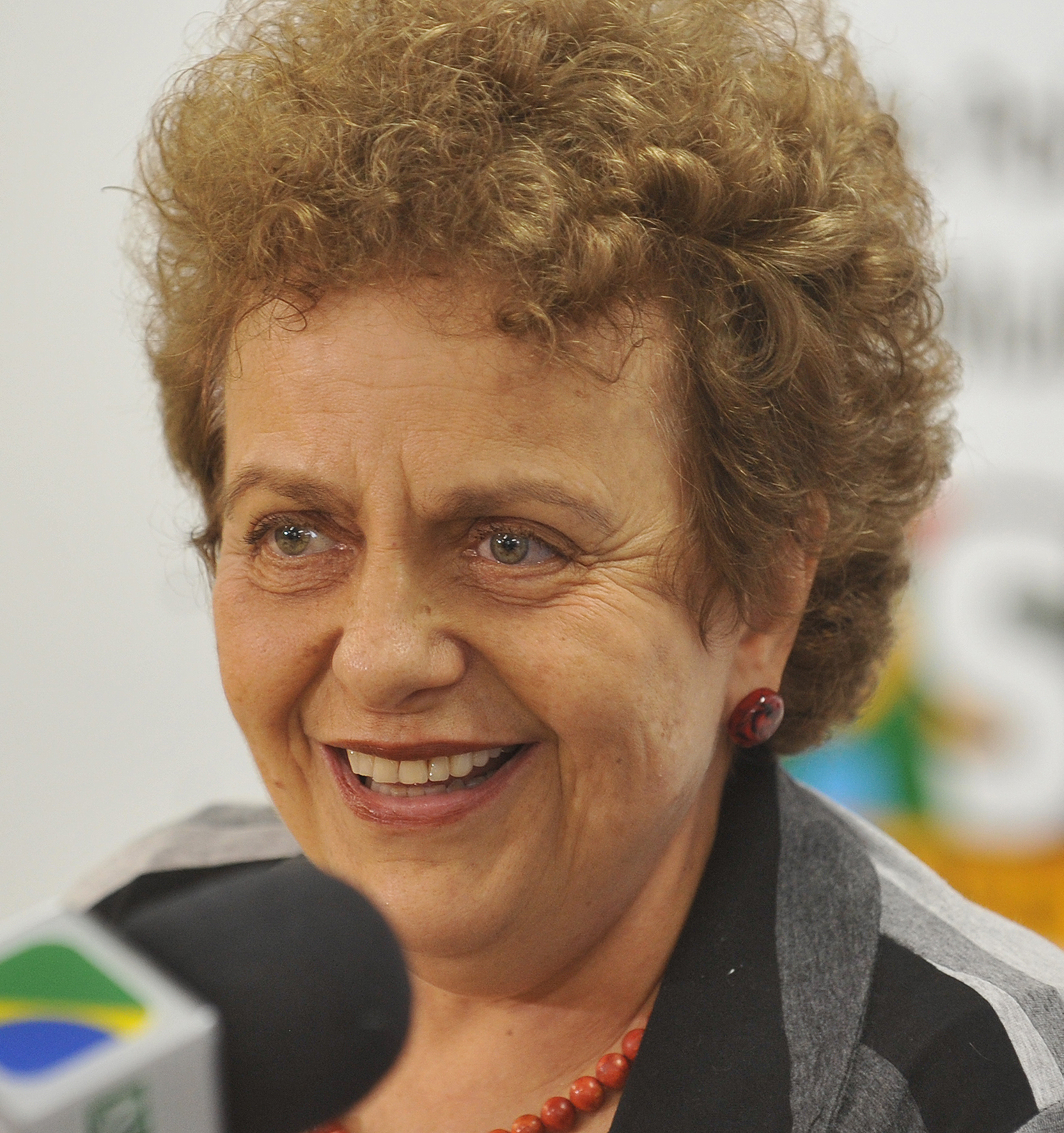
Grupos religiosos pediram a demissão de Eleonora Menicucci, militante do feminismo no Brasil, assim que ela assumiu a Secretaria de Políticas para Mulheres por ser a favor da legalização do aborto.

A maior parte dos protestos e reivindicações pró-escolhas no Brasil partem de diferentes grupos feministas. Militando abertamente a favor da legalização da prática desde a década de 1980, quando o fim do regime militar propiciou a união e protestos de diversas classes, as feministas exercem influência no Congresso Nacional com projetos de lei e sugestões para modificações na legislação do Brasil. Batem de frente com os principais grupos pró-vida do país: os católicos e os evangélicos. Promovendo constantes debates sobre o tema na sociedade civil.
Em 1983, ocorreu um encontro nacional de feministas na cidade do Rio de Janeiro. Considerado um dos mais importantes eventos de debate sobre a legalização do aborto, reuniu mais de trezentas mulheres representando 57 grupos regionais de todo o país. O documento final do encontro concluiu que o aborto deve ser um direito e que deveria ser tratado como questão de saúde pública.

### Partidos políticos
Como é de característica dos partidos políticos do Brasil em outros temas, sobre o aborto, não há partidos com uma ideologia bem-definida e que defenda ativamente a questão, tanto do lado pró-escolha, como pró-vida. As interferências e posicionamentos de partidos políticos no assunto, muitas vezes, são reflexos de outras influências ideológicas, de natureza política e econômica ou religiosa. Antes da década de 1980, os partidos políticos quase não tiveram participação na discussão, vindo só depois desse período a se posicionar, em certas ocasiões, sobre a questão. A natureza da defesa política do aborto no Brasil pode ser considerada muito mais individual, que diz respeito a cada membro do partido, do que de partidária.
Na defesa da legalização do aborto, estão o Partido da Causa Operária (PCO) e o Partido Comunista do Brasil (PCdoB) e, menos militantemente e com controvérsias, o Partido dos Trabalhadores (PT), que retirou o aborto da pauta de campanha durante as eleições presidenciais em 1994 e que durante dois mandatos no poder com o presidente Luiz Inácio Lula da Silva não teve medida efetiva para modificar a legislação. O governo de Dilma Rousseff seguiu a mesma linha, defendendo abertamente que não há espaço para a legalização do aborto no Brasil.
Na defesa da proibição do aborto, principalmente partidos com influências cristãs, como o Partido Social Cristão (PSC).

### Epidemia de Zika
A epidemia de Zika em 2015 reabriu o debate no Brasil sobre a ampliação do rol de possibilidades de aborto permitido. Tal ideia vem sendo levantada por organizações não governamentais, tal como a Anis - Instituto de Bioética, que defendem a legalidade da interrupção da gestação nos moldes da decisão (na ADPF 54) do STF, sobre os fetos anencéfalos, de 2012.
Quanto ao tema, pesquisa de fevereiro de 2016 do Datafolha indica que 58% da população brasileira é contra a permissão do aborto para mulheres infectadas pelo vírus zica. A maioria (51%), mas em menor número, também é contra a permissão, mesmo em casos de confirmação de que o feto terá microcefalia, 39% são a favor, e 10% não opinaram. A rejeição ao aborto foi maior entre mulheres (61%, perante 46% dos homens).